# Amras (Thomas Bernhard)
Amras ist eine Erzählung von Thomas Bernhard aus dem Jahr 1964. Geschildert wird das Schicksal zweier Brüder und ihre Verzweiflung am Leben und an ihrer Umgebung. Namensgebend war der Innsbrucker Stadtteil Amras, einer der Schauplätze der Erzählung.

## Entstehung
Thomas Bernhards Erzählungen Der Kulterer und Der Italiener waren 1962 bzw. 1963 entstanden, wurden jedoch erst später veröffentlicht. Nach seinem ersten Roman Frost, der 1963 erschien und seinen literarischen Erfolg begründete, folgte die Erzählung Amras im Jahr 1964.
Bernhard selbst sagte 1984 über Amras, es sei „immer noch (s)ein Lieblingsbuch“.

## Inhalt
Gemeinsam mit den Eltern und seinem ein Jahr jüngeren Bruder Walter hat der etwa 20-jährige K. sich umbringen wollen. Durch Zufall wurden die beiden Brüder vor Eintreten des Todes gefunden, doch ihre Eltern kamen ums Leben. Um die beiden jungen Männer vor der Öffentlichkeit zu schützen, brachte ihr Onkel mütterlicherseits sie in einen Turm in Amras, den sie aus ihrer Kindheit bereits kennen.
Die beiden Brüder setzen sich im Turm mit ihrem Schicksal auseinander, werden von Erinnerungen an die Eltern heimgesucht und leiden an der Situation. Der neue Aufenthaltsort ist für den naturwissenschaftlich veranlagten K. und den musikalischen Walter Gefängnis und Zufluchtsort zugleich. Die Gründe für den kollektiven Selbstmord(versuch) lagen in der Epilepsieerkrankung der Mutter und der hohen Verschuldung des Vaters. Auch Walter leidet an der Krankheit. Er muss nach einer Verschlechterung nun wieder regelmäßig zu einem Innsbrucker Internisten, das bedeutet für die Protagonisten, nach ihrer Isolation, eine erneute Konfrontation mit der Gesellschaft. Nach einem Besuch bei diesem Internisten und besonders schlimmen Anfällen seines Bruders verlässt K. den Turm, um mit den in der Nähe im Winterquartier lagernden Zirkusleuten zu sprechen. Währenddessen tötet sich Walter mit einem Sprung aus dem Turmfenster.
Der Onkel veranlasst den Umzug K.s nach Aldrans, wo er ein Forsthaus besitzt. K. arbeitet und lebt mit den dortigen Holzfällern, bleibt aber in seiner Isolation und ergeht sich weiter in seinen Überlegungen und Erinnerungen. Er versucht vergeblich, inzwischen verpfändete Klavierauszüge und Musikmanuskipte seines  Bruders zurückzukaufen. Mit einer jungen Frau macht er Spaziergänge. K. beendet den Kontakt zu Hollhof, einem Freund der Familie. Er wendet sich zum Ende der Erzählung auch von den Naturwissenschaften ab. Er verlässt Aldrans und bittet dabei seinen Onkel um Verzeihung und Verständnis. Er werde seine Studien zwar nicht mehr an der Universität, aber dafür „nur noch in mir selbst [...] betreiben“. K. sieht sich, acht Wochen später, an seinem neuen Aufenthaltsort „vermeintlich in Sicherheit, den Versuch zu machen, meine Ungehörigkeit aufzuklären.“ Es wird angedeutet, dass er sich in einer Psychiatrischen Klinik befinden könnte.

## Aufbau und Erzählweise
Der Erzählung vorangestellt ist ein Satz von Novalis: „Das Wesen der Krankheit ist so dunkel als das Wesen des Lebens.“ - aus dessen Fragmente I, Abschnitt Magische Chemie, Mechanik und Physik.
Der Text ist im Wesentlichen von der Erzählung K.s getragen, der die Ereignisse aus seiner Wahrnehmung, seine Überlegungen, Erinnerungen, Ängste und Eindrücke wiedergibt. Eher unvermittelt sind Briefe K.s an Personen aus dem Umfeld eingestreut, vor allem an Hollhof, „einen Meraner Psychiater [und] Freund [des] Vaters“, und an seinen Onkel. Der Text hat eine kapitelähnliche Unterteilung mit Überschriften. Hinzu kommen literarische Fragmente von Walter und Notizbucheinträge. In dem Teil „In Aldrans“ sind unter die Notizen und Briefe einzeln und kursiv gesetzt drei italienische Sätze eingefügt - nicht kenntlich gemachte Zitate Leonardo da Vincis. Nach Marquardt nutzt Bernhard diese Schreibweise um „die Unfähigkeit, ein kohärentes Bild der Außenwelt zu zeichnen, […]“ darzustellen. Schwerpunkte des Textes sind Reflexionen der Protagonisten, ihre Erinnerungen und ihre Gedanken zu Krankheit und Tod.
Die Zeit von Walter und K. im Turm wird als Analepse erzählt. Der Ich-Erzähler K. benutzt hier überwiegend das Imperfekt bzw. für die noch davor liegende Zeit, als die Familie gemeinsam im Haus in der Innsbrucker Herrengasse lebte, das Plusquamperfekt. Sprünge ergeben sich daraus, dass in diesem ersten, längeren Abschnitt des Buches in längeren Passagen Briefe an jenen Freund des Vaters Hollhof wiedergegeben werden und in diesen Briefen überwiegend Präsens benutzt wird. Im zweiten, kürzeren Abschnitt mit dem Zwischentitel „In Aldrans“ wird dann durchgängig Präsens benutzt, so dass diese Aufzeichnungen wirken wie unmittelbar nach dem oder sogar zeitgleich mit dem Erleben notiert. Wann K. die lange Analepse des ersten Abschnitts erzählt oder aufgezeichnet hat – in Aldrans oder sogar erst später, an seinem neuen Aufenthaltsort, bleibt ungewiss.
Der Satzbau zeichnet sich durch die außergewöhnliche Länge und Verschachtelung der Sätze und die Vielzahl von eingestreuten Aphorismen aus. Bernhard nutzt komplexe und teilweise unbeendete Sätze, um die Verwirrung und Verschlechterung des geistigen Zustandes der Protagonisten deutlich zu machen. Die Distanz der Brüder zu ihrer Umwelt und anderen Menschen zeigt sich nicht nur durch ihren Rückzug in die abgeschlossene Räumlichkeit des Turmes, sondern auch in ihrer Sprechweise. Durch den exzessiven Gebrauch wissenschaftlicher und abstrakter Termini soll eine Distanz der Brüder K. und Walter zur Gesellschaft und zum sozialen Alltag dargestellt werden.

## Motive
Der Turm: Er besitzt in der Erzählung eine ambivalente Konnotation. Zum einen ist er kurz nach dem Selbstmord der Eltern und dem eigenen Selbstmordversuch ein Zufluchtsort für die Brüder und schützt sie vor dem Geschwätz der Innsbrucker Gesellschaft. Hinzu kommt, dass mit dem Turm einige Kindheitserinnerungen verbunden sind. Im weiteren Verlauf allerdings wird der Turm zu einem physischen und psychischen Gefängnis. Die Brüder sind isoliert und beginnen in der Einsamkeit zu phantasieren. Die Isolation im Turm ist der Abgeschlossenheit im Haus der Herrengasse ähnlich. Weiterhin entsteht ein autoaggressives Verhalten und Walters Epilepsie verschlimmert sich. Die Brüder suchen Ablenkung und Beschäftigung in ihren Wissenschaften, dabei werden sie enttäuscht.
Die Tiroler Epilepsie: Die von der Mutter vererbte Krankheit führt zum Sturz der Familie, sie wirkt sich auch auf die gesunden Familienmitglieder aus, und ist der Hauptgrund für die Kapitulation vor dem Leben. Sie dient der Chiffrierung der gefährlichen Provinzialität und sie ist für die Brüder Verstörung, Identität und Eigenart zugleich.
Die Natur: Die die Brüder umgebende Natur ist ein Spiegel ihrer inneren Verfassung. Die Attribute, die Bernhard für die Naturbeschreibungen nutzt, sind zugleich Attribute, welche die Innenwelt von K. und Walter darlegen. Die Gebrüder sind nicht von der Natur zu trennen. Durch die verschwimmende Grenze zwischen Außen und Innen schafft Bernhard es, die Grenze zwischen Realität und Phantasie undeutlich zu machen.
Die Finsternis: Sie gilt als Metapher für die entartete Welt, die alles Seiende erfasst. Diese Terminologie, die das Wesen des Daseins beschreibt, findet sich auch in Frost.
Das Augsburger Messer oder Das Messer der Philippine Welser heißt eines der Kapitel, die die Chronologie der Erzählung K.s unterbrechen. Philippine Welser (1527–1580) war eine Augsburger Patriziertochter und die Ehefrau des Tiroler Landesfürsten. Das Messer taucht in der Erzählung mehrmals auf.

## Erwähnung inAuslöschung
In seinem letzten großen, 1986 erschienenen Prosawerk Auslöschung stellte Bernhard die eigene frühe Erzählung neben andere bedeutende Werke der deutschsprachigen Literatur. Die Hauptfigur Franz-Josef Murau berichtet gleich zu Beginn des Romans: „Ich hatte [meinem Schüler] Gambetti fünf Bücher gegeben … und ihm aufgetragen, diese fünf Bücher auf das aufmerksamste … zu studieren: Siebenkäs von Jean Paul, Der Prozeß von Franz Kafka, Amras vom Thomas Bernhard, Die Portugiesin von Musil, Esch oder die Anarchie von Broch …“.

## Adaptionen
Eine Bearbeitung von Amras für Ballett wurde 1968 am Landestheater Linz aufgeführt; nach Musik von Anton von Webern (Sechs Orchesterstücke, op. 6), Libretto: Hans Rochelt. Eine Adaption als Bühnenstück von Stefan Maurer wurde 2018 am Tiroler Landestheater aufgeführt.

## Ausgaben
- Amras. Erstausgabe. Insel-Verlag, Frankfurt am Main 1964.
- Amras. edition suhrkamp (Band 142), Frankfurt am Main 1965.
- Amras. Bibliothek Suhrkamp (Band 489), Frankfurt am Main 1976, ISBN 3-518-01489-7.
- Werke, Band 11 – Erzählungen I. Suhrkamp Verlag, Frankfurt am Main 2004, ISBN 3-518-41511-5. Darin S. 109–179.